# Музичка академија Универзитета у Источном Сарајеву
Музичка академија је високошколска установа смјештена у Источном Новом Сарајеву, организациона јединица у саставу Универзитета у Источном Сарајеву, једног од два државна универзитета у Републици Српској. Члан је CIA (Confédération Internationale des Accordéonistes), Музичког савјета при УНЕСКО/чланство, Асоцијације за његовање академске музике Нови звук (European Music Council-UNESCO), а такође је била члан AEC-a (Association Européenne des Conservatoires) и CMA (Confédération Mondiale de’ lAccordéon).

## Историјат
Музичка академија Универзитета у Источном Сарајеву Универзитет у Источном Сарајеву је почела са радом школске 1994/1995. године, на територији општине Илиџа, а од 1996. године просторије Музичке академије налазе се у згради Електротехничког факултета у Источном Новом Сарајеву. На почетку рада Академије, настава се одвијала на три одсјека: Општа музичка педагогија, Соло пјевање и Композиција.
Први декан Музичке академије био је академик Војин Комадина. У току вишедеценијског рада, створени су предуслови да се Академија развије у респектабилну установу, са резултатима који су јој омогућили углед, како на домаћем, тако и на међународном плану.
Значајни су резултати студената и професора МА УИС и бројне освојене награде и признања. Постигнути су запажени резултати студената на смјеровима за Соло пјевање, Клавир, Хармонику, Флауту, Гитару, Виолину, као и изузетни резултати Камерног хора смјера за црквену музику и појање.
Музичка академија УИС је остварила низ значајних активности које су допринијеле афирмацији музичке умјетности у домаћим и међународним оквирима:
- концертна активност студената и професора Музичке академије на домаћој и међународној концертној сцени,
- учешће на домаћим и међународним такмичењима, фестивалима, на заједничким пројектима музичких академија из земаља региона,
- учешће наставног кадра Академије у раду жирија на домаћим и међународним такмичењима,
- активности на међународним конгресима и научним скуповима,
- успјешна сарадња са домаћим културним институцијама, међународним организацијама и дипломатско-конзуларним представништвима као и различитим медијским кућама.

## Студијски програми и смјерови
- Вокално-инструментални студијски програм (ВИСП) и Музичко-педагошко-теоријски студијски програм (МПТСП) на првом и другом циклусу студија.
- ВИСП садржи осам студијских смјерова: Соло пјевање, Клавир, Хармоника, Виолина, Виола, Виолончело, Флаута и Гитара,
- МПТСП садржи три смјера: Композиција, Општа музичка педагогија, Црквена музика и појање.
- Наставни процес се изводи по систему 4+1 – четири године првог циклуса студија (bachelor) и једна година другог циклуса студија (master).

Европски систем преносивих бодова (ECTS) спроведен је на свим предметима студијских програма, а уведен је академске 2007/2008. године. Расподјела ECTS бодова је извршена према значају предмета који су сврстани у главне, обавезне и изборне и тако су представљени и у Наставном плану и програму. Сви предмети имају појединачно дефинисану бодовну вриједност у складу са европским системом преноса бодова, при чему једном боду одговара приближно 30 сати укупне активности студента. Већина наставних предмета су двосеместрални, односно заступљени кроз цијели студиј због специфичности студирања на музичким академијама.
Студије на првом циклусу студирања подразумјевају 240 ECTS бодова (30 ECTS бодова по семестру), а на другом циклусу студија – 60 ECTS бодова (за два семестра). Студије на Музичкој академији се организују као редовне, а начин извођења наставе је образовање у сједишту. Образовни процес првог циклуса наставља се на другом циклусу студија са којим представља усклађену цјелину, а у плану је и покретање трећег циклуса студија (докторске студије), чиме би се заокружио читав образовни систем на Музичкој академији.

## Катедре
Вокално-инструментални студијски програм (ВИСП)
- Катедра за соло пјевање
- Катедра за клавир
- Катедра за хармонику
- Катедра за жичане и дувачке инструменте

Музичко-педагошко-теоријски студијски програм (МПТСП)
- Катедра за теоријску наставу
- Катедра за црквена музика и појање

## Међународна такмичења
Музичка академија је организатор значајних интернационалних скупова и такмичења:
- Сусрети младих пијаниста Југоисточне Европе (октобар 2007. и 2009. године),
- 58. Свјетски трофеј хармонике (октобар 2008.)
- АКОРДЕОНАРТ плус [4]

Интернационално такмичење акордеониста, односно Међународно такмичење пијаниста је један од значајнијијих европских фестивала за солисте на хармоници у области академске музике. Од 2010. године, континуирано се одржава на Музичкој академији, а од 2018. године је проширен са Међународним такмичење пијаниста. Постоје такмичарске категорије у области хармонике (соло, варијете, оркестар), клавира (клавир соло, клавирски дуо и клавирски практикум), те камерне музике - укупно 36.
- Дани Војина Комадине (ДВК) и научни скуп Савремено и традиционално у музичком стваралаштву (СИТУМС)[6].

Манифестација Дани Војина Комадине се одржава од 2017. године, сваке године у новембру или децембру, у оквиру које се одржавају концертне активности, промоције публикација, предавања и научни скуп, у циљу промовисања како дјела једног од оснивача Музичке академије УИС, композитора и академика, Војина Комадине, тако и савременог и традиционалног стваралаштва и уопште музичке умјетности географког простора бивших југословенских република, односно западног Балкана. Од 2019. године се у оквиру манифестације Дани Војина Комадине одржава научни скуп Савремено и традиционално у музичком стваралаштву (СИТУМС) на којем су предвиђене сесије из области музичких наука и умјетности: музикологија, етномузикологија, музичка теорија, музичка педагогија, музичка педагогија и извођаштво, музика свијета.
Музичка академија УИС је такође организатор семинара из области музичке педагогије (Семинар из солфеђа 2016, 2019), Музичке теорије, као и мајсторских радионица музичких умјетника и наставног особља других високошколских музичких установа.

## Легат
Mузичкa академијa је легатар еминентног композитора и музичког педагога Властимира Перичића, који се, према његовој личној жељи, чува у библиотеци Музичке академије. У оквиру легата могу се пронаћи лични списи, рукописи, забиљешке, документа, писма, програми концерата, литература из музикологије на неколико свјетских језика, публикације нотног материјала домаћих и страних композитора, зборници, те публикације различитог класификационог садржаја. Укупан број публикација легата је 1458.

## Међународне сарадње
```
Музичка академија има потписане уговоре и протоколе о сарадњи са: 
```

- Руском националном музичком академијом „Гњесиних“ из Москве,
- Украјинском националном музичком академијом „П.И Чајковски“ из Кијева,
- Државним институтом за културу и умјетност из Белгорода (Русија),
- Националном Музичком академијом из Лугањска (Украјина),
- Музичком академијом из Осла (Норвешка),
- Академијом уметности из Ниша
- потписан мултилатерални споразум са музичким академијама из региона (Сарајево, Београд, Сплит, Љубљана, Нови Сад, Скопље, Осијек, Цетиње, Бања Лука, Загреб).

У оквиру потписаних Споразума о сарадњи, остварена је мобилност студената и наставног кадра између Музичке академије УИС-а и музичких академија из Белгорода (Руска Федерација) и Лугањска (Украјина); еминентни предавачи одржали су стручна предавања, свој рад представили су и свјетски познати композитори, а по основу наведених Споразума, у протеклом периоду су одржани и бројни концерти значајних умјетника из Русије и Украјине.

## Ансамбли МА УИС
- Камерни хор смјера за црквену музику и појање – јединствени ансамбл на просторима Балкана.

Камерни хор је у свом досадашњем раду имао изузетно богату концертну активност, стекао међународни углед, са преко стотину концерата и наступа у земљи и иностранству као и низа врхунских резултата освојивши највеће награде и признања на многим престижним европским такмичењима и фестивалима.
- Хор МА УИС
- Гудачки оркестар МА УИС
- Камерни ансамбли – различитих састава инструмената